# Belver C. Griffith
Belver Callis Griffith (* 28. März 1931 in Hampton, Virginia; † 23. Oktober 1999 in Philadelphia) war ein US-amerikanischer Informationswissenschaftler.

## Leben
Belver C. Griffith studierte Psychologie an der University of Connecticut und arbeitete anschließend auf dem Gebiet der kognitiven Psychologie. Anfang der 1960er Jahre untersuchte er im Rahmen eines Forschungsprojekts der American Psychological Association den wissenschaftlichen Informationsaustausch auf dem Gebiet der Psychologie.
Seit dieser Zeit war die quantitative Analyse der wissenschaftlichen Kommunikation sein Hauptarbeitsgebiet. Er wurde zu einem der Pioniere der eng verflochtenen Gebiete Bibliometrie, Szientometrie und wissenschaftliche Kommunikation. 1969 wurde Griffith Professor an der School of Library and Information Science der Drexel University in Philadelphia. 
In den 1970er Jahren kam es zu einer engen Zusammenarbeit mit Henry Small vom Institute for Scientific Information über Kozitationen als Mittel der Analyse formeller Strukturen und als Ergänzung der informellen sozialen Struktur in der Wissenschaft. Zusammen publizierten sie eine Reihe wichtiger Arbeiten zur Kozitationsanalyse. Howard D. White von der Drexel University gehörte ebenfalls zu seinen Koautoren.
1982 wurde Griffith Fellow der American Association for the Advancement of Science. 1997 erhielt er den Derek John de Solla Price Award der Zeitschrift Scientometrics.